# Episodi di The Comedians (serie televisiva 2017)
La prima stagione della serie televisiva The Comedians, composta da 10 episodi, viene trasmessa in prima visione assoluta in Italia su TV8 dal 15 novembre 2017.
| n° | Titolo        | Prima TV         |
| -- | ------------- | ---------------- |
| 1  | Episodio 1-2  | 15 novembre 2017 |
| 2  | Episodio 1-2  | 15 novembre 2017 |
| 3  | Episodio 3-4  | 22 novembre 2017 |
| 4  | Episodio 3-4  | 22 novembre 2017 |
| 5  | Episodio 5-6  | 29 novembre 2017 |
| 6  | Episodio 5-6  | 29 novembre 2017 |
| 7  | Episodio 7-8  | 6 dicembre 2017  |
| 8  | Episodio 7-8  | 6 dicembre 2017  |
| 9  | Episodio 9-10 | 13 dicembre 2017 |
| 10 | Episodio 9-10 | 13 dicembre 2017 |

## Episodio 1-2

### Trama
Claudio, in procinto di esordire con il suo tanto desiderato one-man show, scopre che Sky ha deciso di affiancargli l'amico Frank Matano per un two-men show (il Claudio & Frank Show)
- Ascolti: 543 000 telespettatori - share 2%[1]
- Guest star: Guido Meda

## Episodio 3-4

### Trama
Frank viene chiamato a interpretare un importante ruolo nel nuovo film di Sorrentino. Claudio è alle prese con una giornalista di Vanity Fair per tracciare un suo profilo da mettere in copertina; Claudio e Frank devono fronteggiare il malcontento della produzione e in particolare di Altieri. Per recuperare la sua fiducia, sviluppano un piano: soffiare un importante ospite a Cattelan.
- Ascolti: 251 000 telespettatori - share 1%[2]
- Guest star: Bobo Vieri, Alessandro Cattelan

## Episodio 5-6

### Trama
Claudio e Frank sono stati invitati ai David di Donatello, che per la produzione è una grande occasione in vista del lancio dello Show: è importante che la serata venga ben sfruttata; È una giornata speciale sul set del Claudio e Frank Show: una delegazione inglese di potenziali investitori è in visita, i loro soldi potrebbero essere un'importante iniezione finanziaria.
- Ascolti: 289 000 telespettatori - share 1,1%[3]
- Guest star: Grazia Migneco, episodio 6

## Episodio 7-8

### Trama
I ritmi intensi di lavoro causano malumori nella troupe, ma l'idea di fare alcuni giorni di riprese in esterna, in montagna, riportano il buonumore. Il problema del budget costringe tutti ad alcuni compromessi; Si avvicina la messa in onda dello show, e Claudio e Frank lamentano poca considerazione da parte della rete. Altieri ha la soluzione: un'ospitata a "E poi c'e' Cattelan!".
- Ascolti: 209 000 telespettatori - share 0,8%[4]
- Guest star:

## Episodio 9-10

### Trama
Manca ormai pochissimo alla messa in onda della prima puntata del Claudio e Frank Show. I vertici Sky sono in visita per assistere quanto realizzato e pronto ad andare in onda.
- Ascolti: 174 000 telespettatori - share 0,7%[5]
- Guest star: